# Skorvehalsen
Der Skorvehalsen (norwegisch für Felsabhangsattel) ist ein vereister Bergsattel im ostantarktischen Königin-Maud-Land. Im Mühlig-Hofmann-Gebirge liegt er unmittelbar südlich der Gebirgsgruppe Huldreskorvene.
Norwegische Kartographen, die ihn auch benannten, kartierten ihn anhand von Vermessungen und Luftaufnahmen der Dritten Norwegischen Antarktisexpedition (1956–1960).